# Карпежиани, Пауло Сезар
Пауло Сезар Карпежиани или Карпеджани (порт.-браз. Paulo César Carpegiani; род. 7 февраля 1949, Эрешин, Риу-Гранди-ду-Сул) — бразильский футболист и тренер. Владелец команды «Педрабранка».

## Карьера

### Игровая карьера
Пауло Сезар Карпежиани начал карьеру в клубе «Интернасьонал» в 1970 году. Он пришёл в самое успешное в истории клуба время: команда с ним в составе 6 раз подряд выиграла чемпионат штата Риу-Гранди-ду-Сул и дважды чемпионат Бразилии. Наиболее успешно Карпежиани играл в связке с Фалькао. Благодаря своей великолепной игре Карпежиани в 1973 году был вызван Марио Загалло в сборную Бразилии, а спустя год поехал в её составе на чемпионат мира в качестве замены Клодоалдо. На турнире он провёл все 6 матчей, а бразильцы заняли 4-е место. В 1975 году Карпежиани получил тяжелую травму мениска, долго восстанавливался, однако позднее он набрал форму и смог вновь быть одним из лучших полузащитников Бразилии.
В 1977 году Карпежиани за 5,7 млн крузейро был продан в клуб «Фламенго», где в те годы отлично выступал юный Зико. Карпежиани взял шефство над молодым игроком. С «Фла» Карпежиани выиграл два чемпионата штата, а в последний год — чемпионат Бразилии. В 1980 году он вновь получил травму мениска и принял решение завершить свою карьеру. 15 сентября 1981 года Карпежиани провёл прощальный матч, в котором «Фламенго» играл против «Бока Хуниорс», игра завершилась со счётом 2:0 в пользу «Фла», после игры был круг почёта, в котором Карпежиани сопровождали два игрока — Зико и Марадона. Через год, однако, Карпежиани сыграл ещё один матч — с клубом «Нью-Йорк Космос». Всего же за «Фламенго» Карпежиани провёл 223 матча и забил 12 мячей.

### Тренерская карьера
Сразу после завершения игровой карьеры Карпежиани начал карьеру тренерскую, возглавив «Фламенго». Сделать это его вынудили обстоятельства: скончался главный тренер клуба Клаудио Коутиньо. Карпежиани досталась сильная команда, и в первый же год он выиграл чемпионат штата, Кубок Либертадорес и Межконтинентальный кубок. После победы в чемпионате Бразилии год спустя Карпежиани уехал в Саудовскую Аравию, где возглавил клуб «Аль-Наср», с которым победил в Кубке Саудовской Аравии.
По возвращении в Бразилию Карпежиани работал с клубами «Интернасьонал», «Наутико Ресифи», «Бангу», «Палмейрас», «Коритиба». Затем работал в Эквадоре с «Барселоной» и Парагвае с «Серро Портеньо», которую сделал чемпионом. В 1996 году Карпеджиани возглавил сборную Парагвая, которую довёл до 1/8 финала чемпионата мира 1998.
Позже он работал с «Сан-Паулу», где стал известен тем, что исключил из команды Рожера за съёмку в обнажённом виде для гей-журнала. Работа Карпежиани с «Сан-Паулу» оказалась неудачной, команда не смогла принять прививаемую им тактику, в результате в 67 матчах она одержала 40 побед, 9 ничьих и 18 поражений. Затем он тренировал «Фламенго», но не смог повторить свой прежний результат с этим клубом, лишь дойдя до финала Кубка Гуанабара.
Позже он тренировал «Атлетико Паранаэнсе» и «Крузейро», но без успеха. Затем Карпежиани тренировал сборную Кувейта, также безуспешно. В 2007 году Карпежиани возглавил «Коринтианс», заменив Эмерсона Леао. В тот год в клубе был кризис, приведший к увольнению президента команды Алберто Дуалиба, а сам клуб выступал неудачно, занимая после 24 матчей 13-е место. В апреле 2009 года Карпежиани возглавил «Виторию» (Салвадор), которую привёл к победе в штате и выходу в четвертьфинал Кубка Бразилии. Поражение от «Васко да Гамы» в 1/4 финала турнира привело к критике Карпежиани в прессе за то, что он использовал игроков на непривычных им позициях.
В начале октября 2010 года был назначен главным тренером клуба «Сан-Паулу» во второй раз в своей карьере. В мае у него возник конфликт с игроком своей команды, Ривалдо, который был недоволен, что его не выпустили на поле в одном из матчей.
7 июля 2011 года после того, как «Сан-Паулу» потерпел третье поражение в чемпионате страны кряду, терпение президента клуба и спортивного директора лопнуло и они уволили тренера. Преемником Карпежиани на этом посту в качестве исполняющего обязанности стал его помощник Милтон Круз, после чего главным тренером «Сан-Паулу» был назначен Адилсон Батиста.
16 мая 2012 года возглавил клуб серии B «Витория» (Салвадор). 21 октября 2012 года Карпежиани был освобождён от занимаемой должности. Под его руководством «Витория» провела 31 игру, при 19 победах, 6 ничьих и 6 поражениях.
5 августа 2016 года назначен главным тренером «Коритибы». 27 февраля 2017 года покинул свой пост.
5 октября 2017 года назначен главным тренером «Баии». Сменил на этом посту Прето Казагранде. 26 декабря 2017 года «Баию» на сезон 2018 возглавил Гуто Феррейра.

## Достижения

### Как игрок
- Чемпион штата Риу-Гранди-ду-Сул: 1970, 1971, 1972, 1973, 1974, 1975, 1976
- Чемпион Бразилии: 1975, 1976, 1980
- Чемпион штата Рио-де-Жанейро: 1978, 1979

### Как тренер
- Обладатель Трофея Гуанабара: 1981, 1982
- Чемпион штата Рио-де-Жанейро: 1981
- Обладатель Кубка Либертадорес: 1981
- Обладатель Межконтинентального Кубка: 1981
- Чемпион Бразилии: 1982
- Обладатель Кубка Саудовской Аравии: 1982
- Чемпион Парагвая: 1994
- Чемпион штата Баия: 2009